# عبد الله محمد الجائفي
عبد الله محمد عائض قناف الجائفي (ولد. 1913 م) عسكري وسياسي يمني، ولد في قرية وادي ظهر، مديرية همدان بمحافظة صنعاء، شارك في أحداث ثورة الدستور سنة 1948م، وفي 1961م شارك في تأسيس تنظيم الضباط الأحرار، وشارك في قيام ثورة 26 سبتمبر، وفي معاركها.

## حياته وتعليمه
بدأ بتلقي العلم في كُتّاب قريته، وبعد انتقاله إلى مدينة صنعاء التحق بإحدى كتاتيبها، ثم واصل دراسته في حلقات العلم في المساجد، وفي عام 1354 هـ/ 1934م التحق بالمدرسة الحربية، ثم تخرج منها بعد عامين برتبة ملازم ثاني.

## مناصب وأدوار
تعين بعد تخرجه قائدًا للفصيل الأول من السرية الأولى رشاش التي أشرفت على إنشائها البعثة العسكرية العراقية، وقد أوكل إلى هذه السرية مهمة حماية قصور الإمام يحيى بن محمد حميد الدين في مدينة صنعاء، ثم تعين قائدًا لهذه السرية التي انتقلت من صنعاء إلى مدينة البيضاء.
وبعد قيام ثورة 26 سبتمبر عام 1962م، عُين مديرًا لإدارة التموين والإمداد العسكري، ثم عضوًا في مجلس الشعب التأسيسي، ثم انتخب عن مديرية همدان عضوًا في مجلس الشورى (1988-1990) الذي تم دمجه مع مجلس الشعب الأعلى القادم من عدن بعد تحقيق الوحدة اليمنية في كيان واحد سمي مجلس النواب.